# Anchusa littorea
Anchusa littorea är en strävbladig växtart som beskrevs av Giuseppe Giacinto Moris. Anchusa littorea ingår i släktet oxtungor, och familjen strävbladiga växter. Inga underarter finns listade i Catalogue of Life.